# Jolimetz
 Jolimetz là một xã ở tỉnh Nord trong vùng Hauts-de-France, Pháp.